# Episodi di The Musketeers (prima stagione)
La prima stagione della serie televisiva The Musketeers è stata trasmessa in prima visione assoluta nel Regno Unito da canale BBC One dal 19 gennaio al 30 marzo 2014.
In Italia la stagione è stata resa interamente disponibile sul servizio di streaming on demand Mediaset Infinity il 1º dicembre 2014, mentre è stata trasmessa in chiaro da Italia 1 dal 19 dicembre 2014 al 9 gennaio 2015.
| nº | Titolo originale            | Titolo italiano                       | Prima TV Regno Unito | Pubblicazione Italia |
| -- | --------------------------- | ------------------------------------- | -------------------- | -------------------- |
| 1  | Friends and Enemies         | Amici e nemici                        | 19 gennaio 2014      | 1º dicembre 2014     |
| 2  | Sleight of Hand             | Gioco di prestigio                    | 26 gennaio 2014      | 1º dicembre 2014     |
| 3  | Commodities                 | Uno strano personaggio                | 2 febbraio 2014      | 1º dicembre 2014     |
| 4  | The Good Soldier            | Il buon soldato                       | 9 febbraio 2014      | 1º dicembre 2014     |
| 5  | The Homecoming              | A casa                                | 23 febbraio 2014     | 1º dicembre 2014     |
| 6  | The Exiles                  | Gli esuli                             | 2 marzo 2014         | 1º dicembre 2014     |
| 7  | A Rebellious Woman          | Una donna ribelle                     | 9 marzo 2014         | 1º dicembre 2014     |
| 8  | The Challenge               | La sfida                              | 16 marzo 2014        | 1º dicembre 2014     |
| 9  | Knight Takes Queen          | Il re prende la regina                | 23 marzo 2014        | 1º dicembre 2014     |
| 10 | Musketeers Don't Die Easily | I moschettieri non muoiono facilmente | 30 marzo 2014        | 1º dicembre 2014     |

## Amici e nemici
- Titolo originale: Friends and Enemies
- Diretto da: Toby Haynes
- Scritto da: Adrian Hodges

### Trama
Regno di Francia, 1630. Il giovane Charles d'Artagnan ed il padre Alexandre sono una famiglia di contadini della Guascogna in viaggio verso Parigi per presentare al Re Luigi XIII una petizione per l'abbassamento delle imposte nella propria regione. Durante il viaggio sostano presso una locanda alle porte della capitale e qui vengono aggrediti da un gruppo che afferma di essere il reggimento dei Moschettieri del Re: ne nasce una colluttazione nella quale il padre di Charles d'Artagnan viene ucciso dal moschettiere che dichiara di chiamarsi Athos.
D'Artagnan si recherà a Parigi per scopo di vendetta e qui prima conosce in modo più o meno intimo sia Milady de Winter, sia Constance Bonacieux, e poi arriverà a confrontarsi con Athos e con i suoi compari moschettieri Porthos e Aramis, i quali si dimostreranno ignari dell'accaduto anche quando il loro capitano Tréville si presenterà per annunciare la condanna a morte nei confronti di Athos per omicidio e depredaggio: a questo punto d'Artagnan ed i rimanenti due moschettieri uniranno le forze per scoprire la verità sul fattaccio e poter scagionare Athos, partendo dalla notizia della scomparsa di un contingente di moschettieri che avevano il compito di consegnare delle importanti lettere all'Impero spagnolo; tale missione non era ben vista da parte del potente Cardinale Richelieu come non poteva apprezzare in alcun modo la presenza a corte dei moschettieri, sentimento condiviso dalle sue fidate guardie rosse e dalla sua spia Milady de Winter, la quale prova una profonda avversione nei confronti di Athos.
- Ascolti Regno Unito: telespettatori 9 280 000[4]

## Gioco di prestigio
- Titolo originale: Sleight of Hand
- Diretto da: Toby Haynes
- Scritto da: Adrian Hodges

### Trama
I moschettieri inscenano un duello illegale allo scopo di far arrestare d'Artagnan per poterlo usare come infiltrato nella prigione dove è detenuto Vadim: quest'ultimo è un ex servo di Lavoie, uomo molto vicino al Re, ed è accusato del furto della collana della Regina Anna (evento anacronistico rispetto all'affare della collana), ma allo stesso tempo si vocifera che la sua banda sia venuta in possesso di un gran quantitativo di polvere da sparo e che l'intento sia quello di uccidere i monarchi per causare una rivoluzione.
Vadim è maestro dell'inganno e riuscirà ad occultare i suoi veri scopi fino all'ultimo, e d'Artagnan dovrà riuscire a non farsi scoprire, aggirando un avversario molto astuto che è obbiettivo anche del Cardinale Richelieu e di Milady de Winter.
Nel corso dell'episodio si intrecciano ulteriormente alcuni legami: d'Artagnan avrà ancora a che fare sia con Constance Bonacieux, sia con Milady de Winter, mentre Aramis e la Regina Anna d'Asburgo sembrano avviati verso un rapporto d'amicizia più informale.
- Ascolti Regno Unito: telespettatori 7 580 000[4]

## Uno strano personaggio
- Titolo originale: Commodities
- Diretto da: Saul Metzstein
- Scritto da: Susie Conklin

### Trama
I moschettieri e d'Artagnan vengono mandati a Le Havre con l'incarico di prelevare e scortare verso Parigi Émile Bonnaire, un esploratore attivo nel Nuovo Mondo e reo di aver violato un accordo tra Francia e Spagna sul libero commercio: la missione si rivela non semplice in quanto i protagonisti dovranno prestare attenzione sia a chi vuole salvare Bonnaire da una probabile esecuzione (la moglie Maria), sia a chi lo vuole morto anzitempo, in quest'ultimo caso gli uomini del mercante raggirato Paul Meunier e alcune spie inviate dalla Spagna.
Nel viaggio di ritorno i moschettieri si scontrano con gli uomini di Meunier e Porthos ne esce gravemente ferito, al che Athos suo malgrado prende la decisione di mettere a disposizione per le cure la propria maestosa abitazione nella quale visse fino a cinque anni prima come Comte de la Fère: qui il leader dei moschettieri ha numerosi flash del suo passato come marito di Anne, moglie che poi si rivelò un'assassina senza scrupoli e che uccise Thomas, fratello di Athos, salvo poi venire giustiziata dal marito stesso che si servì dell'aiuto dell'amico Rémi per l'esecuzione.
Dopo un vano tentativo di fuga di Bonnaire nel quale perdono la vita la moglie Maria ed una spia spagnola, Porthos scopre che Émile altro non è che un negriero e, toccato per il passato della defunta madre africana, si scaglia contro il mercante.
Athos si trattiene più a lungo nella sua magione e, dopo aver scoperto il cadavere di Rémi, si trova di fronte l'ex moglie che credeva di aver ucciso, ora nota come Milady de Winter, intenta ad incendiare la casa: quest'ultima avrà la possibilità di uccidere Athos ma esiterà al momento opportuno.
- Ascolti Regno Unito: telespettatori 6 770 000[4]

## Il buon soldato
- Titolo originale: The Good Soldier
- Diretto da: Richard Clark
- Scritto da: Adrian Hodges

### Trama
Il Re Luigi XIII organizza una parata per accogliere a corte il cognato Vittorio Amedeo I Duca di Savoia allo scopo di far firmare un trattato di stretta alleanza tra Francia e Ducato di Savoia, anticipando in questo la Spagna: durante la cerimonia un misterioso attentatore cerca di uccidere il Duca ma il tentativo fallisce.
Il killer si scopre essere Marsac, un moschettiere disertore e amico per la pelle di Aramis: i due furono gli unici sopravvissuti di un contingente di moschettieri che cinque anni prima vennero massacrati a sorpresa durante un'esercitazione al confine con il Ducato di Savoia, e Marsac afferma di poter provare che i responsabili furono il Duca ed il Capitano Tréville.
Ma il Duca di Savoia non è a Parigi solamente per il trattato: è difatti intenzionato a scoprire se lo scomparso cancelliere Cluzet è detenuto nelle prigioni della capitale in quanto spia della Spagna e personaggio d'impiccio per i piani del Cardinale Richelieu.
- Ascolti Regno Unito: telespettatori 6 140 000[4]

## A casa
- Titolo originale: The Homecoming
- Diretto da: Saul Metzstein
- Scritto da: James Dormer

### Trama
Dopo una notte passata a festeggiare il proprio compleanno Porthos si risveglia in strada a fianco del cadavere di un ragazzo, ed immediatamente le guardie rosse del Cardinale lo arrestano per omicidio.
Mentre il moschettiere viene condotto alla forca un gruppo di banditi lo rapisce e lo porta alla corte dei miracoli, ovvero un ghetto popolato da ladri, mendicanti e prostitute nel quale Porthos crebbe in giovane età e dove ancora aveva numerosi amici, tra questi il leader Charon e Flea, ex ragazza di Porthos ed ora legata al capo del quartiere.
D'Artagnan, Athos ed Aramis dovranno trovare il modo sia di ricongiungersi con il compagno sotto sequestro, sia di scagionarlo dalla condanna per omicidio, e vista la difficoltà nell'infiltrarsi nella pericolosa corte dei miracoli, la quale è anche nel mirino del Re e del Cardinale che hanno intenzione di raderla al suolo, cercheranno di risolvere il caso partendo dalla vittima dell'assassinio ovvero Jean de Mauvoisin, un giovane rampollo di una casata di nobili il cui padre Émile è coinvolto in una guerra fredda tra cattolici ed ugonotti.
- Ascolti Regno Unito: telespettatori 5 910 000[4]

## Gli esuli
- Titolo originale: The Exiles
- Diretto da: Andy Hay
- Scritto da: Ben Harris

### Trama
D'Artagnan ed i moschettieri del Re ricevono l'incarico da parte del Cardinale Richelieu di portare a Parigi una certa Agnès e soprattutto il suo figlio Henri, ma vengono anticipati da dei rapitori che sequestrano il piccolo.
Nel frattempo nella capitale fa la sua comparsa Maria de' Medici, madre di Luigi XIII che afferma di essere in pericolo e chiede asilo: il figlio è inizialmente riluttante in quanto fu lui stesso ad esiliare Maria quando quest'ultima tentò senza successo di spodestare Luigi dal trono con un colpo di Stato, ma in seguito ad un presunto attentato ai danni proprio della madre il Re decise di accoglierla a corte.
La sete di potere non ha però abbandonato Maria de' Medici che, servendosi dei suoi uomini guidati dal tenente Vincent, cercherà in tutti i modi di mettere le mani sul piccolo Henri prima che lo faccia il Cardinale, in quanto il bambino ha un'importanza enorme per le sorti della Francia.
- Ascolti Regno Unito: telespettatori 5 620 000[4]

## Una donna ribelle
- Titolo originale: A Rebellious Woman
- Diretto da: Richard Clark
- Scritto da: James Payne

### Trama
Durante il passaggio della carrozza della Regina in città una ragazza cerca di consegnare una petizione scritta alla benvoluta monarca, ma viene accidentalmente investita dal veicolo e perde la vita sul posto; la petizione riguardava la possibilità per le giovani donne parigine di ricevere un'istruzione che comprendesse anche le materie scientifiche, cosa non contemplata nel modello sociale del tempo.
Gli indizi sulla defunta portano alla ricca Contessa Ninon de Larroque, una nobile pasionaria, emancipata e femminista, socialmente impegnata nell'educare le ragazze della capitale in una cultura a 360 gradi.
Nel frattempo il Cardinale Richelieu riceve in visita dal poco amato Stato Pontificio il Padre Luca Sestini, un amico di vecchia data che intende discutere dell'alleanza della Francia con la Svezia protestante e della possibilità per il Cardinale di prendere il ruolo di pontefice nel caso in cui il Papa Urbano VIII venisse a mancare; inoltre Padre Luca consiglia al primo ministro di dare un segnale forte punendo per eresia la Contessa de Larroque, idea già pianificata dal Cardinale che è fortemente interessato alle ricchezze della nobile che potrebbe ottenere con la morte di quest'ultima, e per questo incarica Milady de Winter di infiltrarsi e far ricadere la colpa di stregoneria sulla Contessa.
Ninon de Larroque finisce in tribunale dove viene giudicata colpevole e meritevole di morte per rogo, ma durante la sentenza Athos riconosce Milady de Winter ed inveisce contro quest'ultima, mentre il Cardinale Richelieu accusa un malore da avvelenamento: i moschettieri dovranno scoprire chi è il vero attentatore per poter congiuntamente scagionare la Contessa.
Durante l'episodio d'Artagnan e Constance si dichiareranno vicendevolmente.
- Ascolti Regno Unito: telespettatori 5 690 000[4]

## La sfida
- Titolo originale: The Challenge
- Diretto da: Farren Blackburn
- Scritto da: Susie Conklin

### Trama
D'Artagnan ed i Moschettieri del Re hanno il compito di scortare Martin Labarge, un pericoloso criminale guascone abilissimo in ogni forma di combattimento e responsabile, tra le tante, di aver distrutto la fattoria di d'Artagnan, ma durante il percorso le Guardie Rosse del Cardinale si prendono di forza l'impegno di condurre Labarge al posto dei moschettieri: il galeotto approfitta di un momento di distrazione e avvia un combattimento nel quale uccide il capitano delle guardie rosse Trudeau, scatenando un faccia a faccia tra i due reggimenti.
Preso atto della tensione il Re decide di scommettere la somma di 2.000 livre con il Cardinale in una sfida di sola spada tra il campione dei moschettieri e il campione delle guardie rosse.
Nel reggimento dei moschettieri viene resa nota una quota di partecipazione per il torneo eliminatorio che avrebbe determinato il campione, e anche d'Artagnan prende la decisione di partecipare per la probabile opportunità di poter essere promosso Moschettiere del Re; i moschettieri si danno da fare nel recuperare il denaro sufficiente con Aramis e Porthos impegnati a sedurre vedove benestanti, mentre d'Artagnan trova un pericoloso sponsor.
Ma la vera sorpresa saranno i campioni scelti al termine.
- Ascolti Regno Unito: telespettatori 5 450 000[4]

## Il re prende la regina
- Titolo originale: Knight Takes Queen
- Diretto da: Andy Hay
- Scritto da: Peter McKenna

### Trama
Il Re Luigi XIII accoglie a corte il Conte Mellendorf di Amburgo assieme alla figlia Charlotte, e dopo una felice giornata di svago un delirante sfogo dell'ubriaco monarca sul problema di infertilità della consorte sembra dare spunto alla perversa mente del Cardinale Richelieu.
Nel frattempo la Regina Anna nuota nelle acque di un lago termale che si dice possa guarire dai suoi problemi di fertilità, quando lei ed i moschettieri lì presenti vengono attaccati dagli uomini di Gallagher, un ex soldato irlandese cattolico esiliato dal proprio paese e diventato poi mercenario: Athos ed Aramis si rifugiano assieme alla Regina all'interno di un convento di suore, mentre Porthos ed il neo-moschettiere d'Artagnan andranno a chiamare rinforzi e cercheranno di fare luce su chi è il mandante dell'attentato.
L'episodio è caratterizzato anche dalla relazione clandestina tra Aramis e la Regina.
- Ascolti Regno Unito: telespettatori 5 250 000[4]

## I moschettieri non muoiono facilmente
- Titolo originale: Musketeers Don't Die Easily
- Diretto da: Farren Blackburn
- Scritto da: Adrian Hodges

### Trama
Il faccia a faccia finale tra i Moschettieri del Re ed il Cardinale Richelieu: i primi cercheranno di smascherare il primo ministro portando le prove del suo coinvolgimento nel tentato omicidio della Regina, mentre Richelieu darà un ultimatum a Milady de Winter che si vedrà costretta ad eliminare Athos e compagni cercando di metterli uno contro l'altro, nonché rapendo Constance Bonacieux e coinvolgendo il criminale Sarazin e i suoi killer.
- Ascolti Regno Unito: telespettatori 5 270 000[4]